# Bodden Town
Bodden Town – miasto na Kajmanach, na południowym wybrzeżu wyspy Wielki Kajman. W 2010 roku miasto liczyło 10 341 mieszkańców.
Założone pod nazwą South Side miasto było pierwszą osadą na wyspie. W 1773 roku mieszkała w nim połowa spośród 400 osadników na Wielkim Kajmanie.